# Ястшембе-Здруй
Ястшѐмбе-Здруй (на полски: Jastrzębie-Zdrój; на словашки: Jaščymbje–Zdrůj; на немски: Bad Königsdorff-Jastrzemb) е град в Южна Полша, Силезко войводство. Административно е обособен в самостоятелен градски окръг (повят) с площ 85,33 км2.

## География
Градът се намира в историческата област Горна Силезия. Разположен е край границата с Чехия, в южната част на войводството.

## Население
Според данни от полската Централна статистическа служба, към 1 януари 2014 г. населението на града възлиза на 91 235 души. Гъстотата е 1 069 души/км2.
Демография:
- 1961 – 3256 души
- 1972 – 45 900 души
- 1976 – 96 200 души
- 1984 – 101 042 души
- 1991 – 104 594 души
- 2000 – 101 387 души
- 2009 – 93 455 души

## Административно деление
Административно градът е разделен на 15 микрорайона и 6 селски района.
Микрорайони (Osiedla):
- Арки Божка
- Барбари
- Богочовец
- Хробрего
- Гварков
- Морчинка
- Пионеров
- Пшияжн
- Пшчинска
- Сташица
- Тувима
- Тишонцлечя
- Здруй
- Злоте лани
- Зофьовка

Селски райони (Sołectwa):
- Бориня
- Бже
- Мошченица
- Руптава
- Скшечковице
- Шерока

## Фотогалерия
- Църква „Св. св. Варвара и Йосиф“ в Долни Зрдуй
- Църква „Всех Светих“
- Вила „Ополанка“
- Градската библиотека (Вила „Масновка“)
- Здруйски парк
- Градски културен център
- Музикалното училище
- Градски стадион